# 第31回ゴールデンラズベリー賞
第31回ゴールデンラズベリー賞は、2010年の映画を対象としており、第83回アカデミー賞授賞式前日となる2011年2月26日に行われた。ノミネートは第83回アカデミー賞ノミネート発表前日となる1月24日に発表された。

## ノミネート一覧
| 受賞 |

| 部門                                   | 候補 |
| -------------------------------------- | --- |
| 最低作品賞                             | 『エアベンダー』（パラマウント映画/ニコロデオン・ムービーズ）                                                                                    |
| 最低作品賞                             | 『バウンティー・ハンター』（コロンビア ピクチャーズ/レラティビティ・メディア）                                                                   |
| 最低作品賞                             | 『セックス・アンド・ザ・シティ2』（ワーナー・ブラザース/ニュー・ライン・シネマ/HBOピクチャーズ）                                                 |
| 最低作品賞                             | 『エクリプス/トワイライト・サーガ』（サミット・エンターテインメント）                                                                            |
| 最低作品賞                             | 『ほぼトワイライト』（20世紀フォックス/リージェンシー・エンタープライズ）                                                                        |
| 最低主演男優賞                         | アシュトン・カッチャー - 『キス&キル』、『バレンタインデー』                                                                                     |
| 最低主演男優賞                         | ジャック・ブラック - 『ガリバー旅行記』 |
| 最低主演男優賞                         | ジェラルド・バトラー - 『バウンティー・ハンター』                                                                                                |
| 最低主演男優賞                         | テイラー・ロートナー - 『エクリプス/トワイライト・サーガ』、『バレンタインデー』                                                                 |
| 最低主演男優賞                         | ロバート・パティンソン - 『リメンバー・ミー』、『エクリプス/トワイライト・サーガ』                                                               |
| 最低主演女優賞                         | 4人の「女友達」（サラ・ジェシカ・パーカー、キム・キャトラル、クリスティン・デイヴィス、シンシア・ニクソン） - 『セックス・アンド・ザ・シティ2』  |
| 最低主演女優賞                         | ジェニファー・アニストン - 『バウンティー・ハンター』、『アラフォー女子のベイビー・プラン』                                                      |
| 最低主演女優賞                         | マイリー・サイラス - 『ラスト・ソング』 |
| 最低主演女優賞                         | ミーガン・フォックス - 『ジョナ・ヘックス』 |
| 最低主演女優賞                         | クリステン・スチュワート - 『エクリプス/トワイライト・サーガ』                                                                                   |
| 最低助演男優賞                         | ジャクソン・ラスボーン - 『エアベンダー』、『エクリプス/トワイライト・サーガ』                                                                   |
| 最低助演男優賞                         | ビリー・レイ・サイラス - 『ダブル・ミッション』                                                                                                  |
| 最低助演男優賞                         | ジョージ・ロペス - 『サーフィン ドッグ』、『ダブル・ミッション』、『バレンタインデー』                                                           |
| 最低助演男優賞                         | デーヴ・パテール - 『エアベンダー』 |
| 最低助演男優賞                         | ロブ・シュナイダー - 『アダルトボーイズ青春白書』                                                                                                |
| 最低助演女優賞                         | ジェシカ・アルバ - 『キラー・インサイド・ミー』、『ミート・ザ・ペアレンツ3』、『マチェーテ』、『バレンタインデー』                               |
| 最低助演女優賞                         | シェール - 『バーレスク』 |
| 最低助演女優賞                         | ライザ・ミネリ - 『セックス・アンド・ザ・シティ2』                                                                                               |
| 最低助演女優賞                         | ニコラ・ペルツ - 『エアベンダー』 |
| 最低助演女優賞                         | バーブラ・ストライサンド - 『ミート・ザ・ペアレンツ3』                                                                                           |
| 最低スクリーンカップル・アンサンブル賞 | 『セックス・アンド・ザ・シティ2』の全キャスト |
| 最低スクリーンカップル・アンサンブル賞 | ジェニファー・アニストンとジェラルド・バトラー - 『バウンティー・ハンター』                                                                      |
| 最低スクリーンカップル・アンサンブル賞 | ジョシュ・ブローリンの顔とミーガン・フォックスの発音 - 『ジョナ・ヘックス』                                                                      |
| 最低スクリーンカップル・アンサンブル賞 | 『エアベンダー』の全キャスト |
| 最低スクリーンカップル・アンサンブル賞 | 『エクリプス/トワイライト・サーガ』の全キャスト                                                                                                  |
| 最低前日譚・リメイク・盗作・続編賞     | 『セックス・アンド・ザ・シティ2』 |
| 最低前日譚・リメイク・盗作・続編賞     | 『タイタンの戦い』 |
| 最低前日譚・リメイク・盗作・続編賞     | 『エアベンダー』 |
| 最低前日譚・リメイク・盗作・続編賞     | 『エクリプス/トワイライト・サーガ』 |
| 最低前日譚・リメイク・盗作・続編賞     | 『ほぼトワイライト』 |
| 最低監督賞                             | M・ナイト・シャマラン - 『エアベンダー』 |
| 最低監督賞                             | ジェイソン・フリードバーグとアーロン・セルツァー - 『ほぼトワイライト』                                                                          |
| 最低監督賞                             | マイケル・パトリック・キング - 『セックス・アンド・ザ・シティ2』                                                                                 |
| 最低監督賞                             | デヴィッド・スレイド - 『エクリプス/トワイライト・サーガ』                                                                                       |
| 最低監督賞                             | シルヴェスター・スタローン - 『エクスペンダブルズ』                                                                                              |
| 最低脚本賞                             | 『エアベンダー』（脚本: M・ナイト・シャマラン、原作『アバター 伝説の少年アン』: マイケル・ダンテ・ディマーティノ、ブライアン・コニーツコ）       |
| 最低脚本賞                             | 『ミート・ザ・ペアレンツ3』 （脚本: ジョン・ハンバーグ、ラリー・スタッキー、キャラクター創造: グレッグ・グリエンナ、メアリー・ルース・クラーク） |
| 最低脚本賞                             | 『セックス・アンド・ザ・シティ2』（脚本: マイケル・パトリック・キング、原作『セックス・アンド・ザ・シティ』: ダーレン・スター）                  |
| 最低脚本賞                             | 『エクリプス/トワイライト・サーガ』（脚本: メリッサ・ローゼンバーグ、原作『エクリプス』: ステファニー・メイヤー）                                |
| 最低脚本賞                             | 『ほぼトワイライト』（脚本: ジェイソン・フリードバーグとアーロン・セルツァー）                                                                   |
| 3Dを誤用した作品賞                     | 『エアベンダー』 |
| 3Dを誤用した作品賞                     | 『キャッツ&ドッグス 地球最大の肉球大戦争』 |
| 3Dを誤用した作品賞                     | 『タイタンの戦い』 |
| 3Dを誤用した作品賞                     | 『くるみ割り人形』 |
| 3Dを誤用した作品賞                     | 『ソウ ザ・ファイナル 3D』 |

## 統計

### 候補数
- 9: 『エアベンダー』、『エクリプス/トワイライト・サーガ』
- 7: 『セックス・アンド・ザ・シティ2』
- 4: 『バウンティー・ハンター』、『ほぼトワイライト』、『バレンタインデー』
- 3: 『ミート・ザ・ペアレンツ3』
- 2: 『ジョナ・ヘックス』、『ダブル・ミッション』、『タイタンの戦い』

### 受賞数
- 5: 『エアベンダー』
- 3: 『セックス・アンド・ザ・シティ2』
- 2: 『バレンタインデー』